# Parocalea pseudobaicalica
Parocalea pseudobaicalica är en skalbaggsart som beskrevs av Lohse in Lohse, Klimaszewski och Ales Smetana 1990. Parocalea pseudobaicalica ingår i släktet Parocalea och familjen kortvingar. Inga underarter finns listade i Catalogue of Life.